# نورا فيشر
نورا فيشر (بالإنجليزية: Nora Fischer)‏ هي مغنية بريطانية، ولدت في 1987 في لندن في المملكة المتحدة.

## وصلات خارجية
- الموقع الرسمي
- نورا فيشر على موقع ميوزك برينز (الإنجليزية)
- نورا فيشر على موقع أول ميوزيك (الإنجليزية)
- نورا فيشر على موقع ديسكوغز (الإنجليزية)